# Alejandro Herrero Ayllón
Alejandro Herrero Ayllón (Madrid, 20 de diciembre de 1911-1977) fue un arquitecto español.

## Biografía
Alejandro Herrero Ayllón estudio arquitectura en la Escuela Técnica Superior de Arquitectura de Madrid e inició su carrera profesional como arquitecto municipal de Huelva en 1940 y ejerció como tal en dicha ciudad hasta el año 1972 en que regresó a Madrid. 
Le acompañó y apoyó en todo momento  hasta su muerte en 1977, su esposa Mariagus Molina Sáinz.
Persona de una vasta cultura y gran sensibilidad tanto humana como artística, su inquietud intelectual le llevó a publicar reportajes periodísticos en el diario Odiel sobre la transformación urbanística, social e histórica de la ciudad.

## Obra

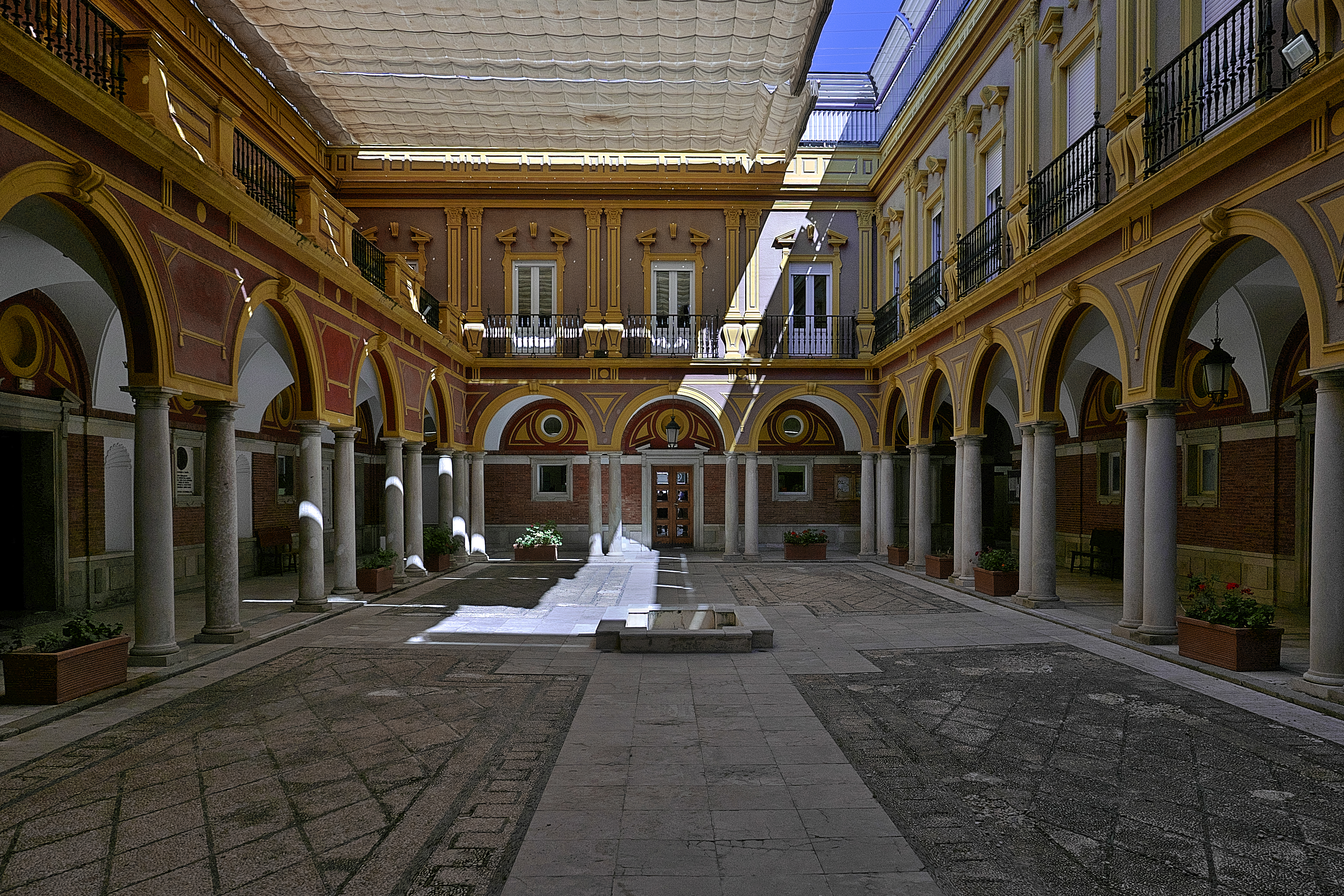
Patio del Ayuntamiento de Huelva

En su obra hay que destacar la redacción a partir de 1950 del primer Plan General de Ordenación Urbana de Huelva, que tras sufrir diversas modificaciones se aprobó definitivamente en 1964. Este Plan Urbanístico ha sido la base sobre las que se ha desarrollado la ciudad durante las últimas décadas, siendo sus trazas básicas las que han dado lugar a la conformación de la ciudad en el siglo XXI.
Entre los muchos trabajos que realizó, destacan en Huelva capital, la dirección de las obras del Palacio Municipal, así como los grupos de viviendas de la Huerta Mena y Tres Ventanas, el vanguardista proyecto de la gasolinera de Huerta Mena, la redacción del proyecto en 1942 del Mercado de Abastos, además de otras muchas obras tanto en Huelva como en la provincia. 

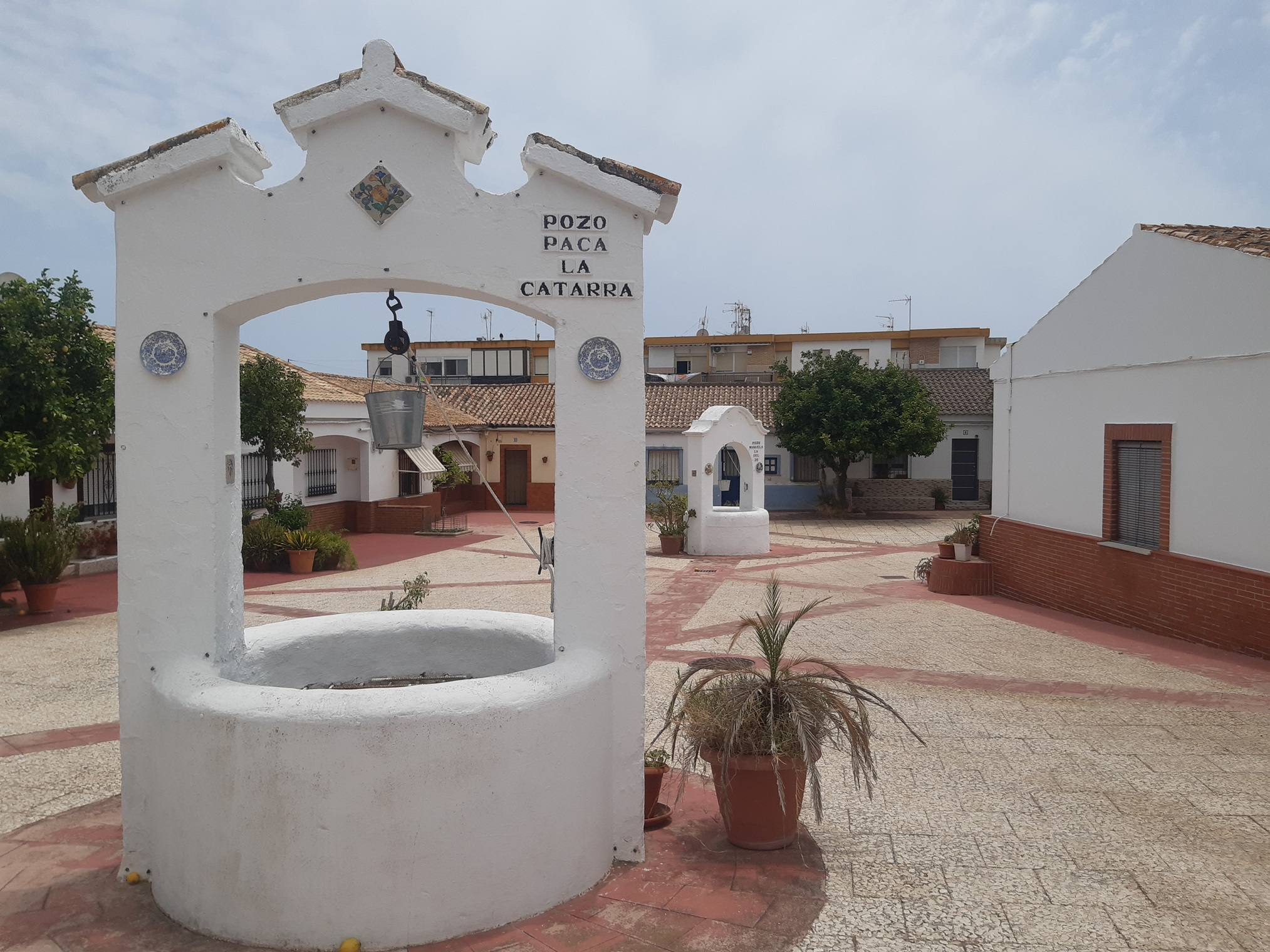
pozos 50 viviendas Ayamonte

Realizó con inmensa maestría una enorme cantidad de proyectos de vivienda social, logrando resultados espléndidos con los  escasos recursos públicos que en las décadas de los 50 y 60 se disponían en España.
Sus grandes conocimientos de la construcción le permitieron optimizar los escasos recursos de que disponía para realizar unas viviendas que aún en el día de hoy son difícilmente mejorables.
Dotado de una gran sensibilidad social, se volcó en esta labor de la vivienda social tanto en la capital como en los pueblos de la provincia.
Destacó aún más como urbanista, función que desarrolló con dotes que le hacían parecer un visionario lo que tan solo era una enorme capacidad para contemplar, organizar y distribuir el desarrollo urbanístico proyectándolo en el futuro.
Esta visión de lo que era beneficioso para el desarrollo de la ciudad y lo que no, le llevó a oponerse a la instalación del polo de desarrollo industrial, en el sitio donde está, en la ría de Huelva, advirtiendo textualmente: “del peligro que supondría la proliferación de toda clase de vertidos sólidos, líquidos y gaseosos, con sus perniciosos efectos aditivos y sinérgicos”. Oponerse a las directrices oficiales en la década de los sesenta no era una tarea grata ni fácil, fracasó en su intento lo que llevó con la dignidad con la que cargan la derrota los grandes hombres.
Además del Plan General de la ciudad de Huelva también realizó un extraordinario trabajo de ordenación urbana en muchos pueblos de la Provincia, logrando mantener la fisonomía de muchos núcleos urbanos de interés patrimonial, que sin su intervención habrían desaparecido.

## Legado y reconocimiento de su obra
Su archivo documental se conservó en Madrid en la vivienda del arquitecto hasta el año 2000.
En febrero de ese año los hijos y herederos del legado de Herrero Ayllón, Alejandro y María Agustina Herrero Molina realizan la donación del mismo al  Ayuntamiento de Huelva. 
Ejerció como intermediario entre el Ayuntamiento y los herederos del arquitecto, José Bacedoni Bravo que fue su alumno y delineante.
El 2 de noviembre de 2011, en un nuevo acto de generosidad hacia la ciudad de Huelva, Alejandro y María Agustina Herrero Molina, donaron dos esculturas, de carácter civil, que representan a Herrero Ayllón y a su esposa, Mariagus Molina Sáinz, obras de León Ortega al Museo Provincial onubense.
El 3 y 4 del mismo mes la Consejería de Obras Públicas y Vivienda, de la Junta de Andalucía, con la colaboración de la Escuela de Arquitectura de Sevilla rindieron un merecido homenaje al arquitecto municipal Alejandro Herrero Ayllón en el centenario de su nacimiento.
También colaboraron finalmente, la Caja Rural del Sur, el Colegio de Arquitectos y el Ayuntamiento de Huelva. 